# John F. Kennedy School of Government
De John F. Kennedy School of Government aan Harvard University (ook wel bekend als de Kennedy School of HKS) is een van Harvard's graduate schools. De Kennedy School biedt master's degrees in bestuurskunde, planologie, en internationale ontwikkeling, en biedt ook enkele doctorale diploma's en administreert executive programs voor overheidsambtenaren en diplomaten.
De hoofdcampus van de school is gelegen aan de John F. Kennedy Street in Cambridge, Massachusetts. De hoofdgebouwen kijken uit over de Charles River, ten zuidoosten van Harvard Yard en Harvard Square. De school grenst aan het John F. Kennedy Memorial Park aan de rivieroever.
Sinds 2004 is David Ellwood dean van de school, hij is tevens Scott M. Black Professor in Politieke economie. Voorheen was Ellwood assistent secretaris in het Department of Health and Human Services in de regering van Clinton.
Sedert september 2024 studeert de Belgische kroonprinses Elisabeth aan deze school.